# Thiếu niên tướng soái
Thiếu niên tướng soái (tiếng Hàn Quốc: 소년장수, tiếng Trung: 少年將帥) là một phim hoạt họa dã sử của Điện ảnh CHDCND Triều Tiên, xuất phẩm năm 1982.

## Lịch sử
Bộ phim Thiếu niên tướng soái được phát hành bắt đầu vào năm 1982 nhằm chào mừng lễ kỷ niệm 70 năm sinh nhật lĩnh tụ Kim Nhật Thành và kết thúc vào năm 1997, với 50 tập bằng kĩ thuật hoạt họa thủ công.
Nhưng vào năm 2014, kênh truyền hình trung ương Triều Tiên thông báo rằng Thiếu niên tướng soái được tiếp tục. Tập đầu được phát sóng tháng 08 năm 2015 và tập cuối phát sóng ngày 22 tháng 12 năm 2019. Thảy 50 tập, bằng kĩ thuật hoạt họa vi tính với chất lượng hình ảnh và động tác sắc nét hơn.
Bối cảnh và nhân vật phim tuy rằng không ám chỉ trực tiếp đối tượng lịch sử nào, tuy nhiên, hình dung nhân vật chính cùng hành trạng được cho là gắn liền các lĩnh tụ Kim Nhật Thành và Kim Chính Ân.

## Nội dung
Khoảng thời Tam Quốc, trong chiến tranh Tùy - Cao Cú Ly, ở một làng nọ thuộc xứ Cao Cú Ly có cậu bé Thiết Chùy được dọn sẵn sẽ trở thành đại tướng soái lãnh đạo dân chúng Cao Cú Ly chống lại quân xâm lăng và bè lũ bội phản. Trong cuộc chiến dai dẳng với Tùy quốc, Thiết Chùy được sự tương trợ của nhiều bạn bè cũng như đối diện bao kẻ xấu xa hiểm ác.
- Phần 1: Làng kia có chàng Thiết Chùy tuổi nhỏ đã bái biệt mẹ đặng hăng hái tùng quân giết giặc, nhưng cũng có kẻ tên Hổ Phi chạy theo bọn xâm lược để cầu vinh. Thiết Chùy lần lượt gặp các bạn Quốc Hoa, Mĩ Lạp, Đạt Vũ... và phải đối đầu Đui tù trưởng vô cùng lợi hại.
- Phần 2: Thiết Chùy được đại vương phong hộ vệ đô giám, không những phải phò tá triều đình chống lại dã tâm của Tùy quốc, mà còn giúp các xứ Đột Đàm, Bồi Na khỏi âm mưu chia rẽ của Đui tù trưởng. Chàng ngày một già đi, kết hôn với Quốc Hoa rồi trao lại bảo kiếm hộ quốc cho con trai.

## Nhân vật

### Tích cực
- Thiết Chùy (쇠메): Thường xuất hiện trong giáp phục, là hình mẫu lý tưởng về sự công minh chính trực.
- Quốc Hoa (국화): Bạn gái thuở thơ ấu và vợ khi trưởng thành của Thiết Chùy, một nhân vật mảnh mai nhưng rất tháo vát.
- Toàn Phàm (춘범): Cha Thiết Chùy, một dũng tướng Cao Cú Ly, trước khi mất đã truyền lại gươm báu cho con.
- Nghệ Đồng (예동), Phi Điểu (날새): Các em trai Thiết Chùy, là những thiếu niên ương ngạnh nhưng dũng cảm, nhờ công trạng hiển hách nên được sung vào Thái học.
- Đạt Vũ (달무): Hộ vệ của Thiết Chùy, ít nói nhưng được việc.
- Mĩ Lạp (미라): Chị gái nuôi Thiết Chùy, giỏi võ nghệ, thân phận thực là Đột Đàm quốc trưởng công chúa.
- Thụ Phất (수불): Cha nuôi Mĩ Lạp, hành nghề kinh thương, có quá khứ là sát thủ, trong một lần hành thích mẹ Mĩ Lạp (cung phi) đã nhận nuôi Mĩ Lạp vì động lòng trước tiếng khóc trẻ thơ.
- Thì Đắc (시둑): Tay sai đắc lực của Thụ Phất.

### Tiêu cực
- Hổ Phi (호비): Đối thủ chính của Thiết Chùy, sinh cùng làng nhưng thuộc hai chiến tuyến đối nghịch. Y gian manh, hèn hạ, có sức khỏe bằng chục tráng đinh, những tính cách do tuổi thơ cha mẹ lìa xa nhau gây nên. Mẹ muốn y ở Bồi Na làm lái buôn, nhưng cha đưa y sang Tùy sung quân, lần lần lên chức đại tù trưởng, thống lĩnh hàng vạn tinh binh.
- Bạch Cao (백고): Cha Hổ Phi.
- Thủ Áp (수압): Mẹ Hổ Phi.
- Đui tù trưởng (소경): Nhân vật nham hiểm nhất, tuy bị mù nhưng được Tùy đế rất tin tưởng.
- Giác Đại (각다): Con Đui tù trưởng, một kiếm khách thường bịt mặt, cầm đầu Hắc Phong đội.
- Bạch Ngân (백운): Đại quan Cao Cú Ly, trong lòng luôn muốn giành chức quốc tướng.
- Vân Trung (은충): Con trai Bạch Ngân.
- Tiểu Mĩ (소미): Con gái Bạch Ngân, sau làm vợ Hổ Phi.

## Địa danh
Tùy quốc trong ngữ cảnh Thiếu niên tướng soái thường được coi là ẩn dụ chủ nghĩa đế quốc Mỹ, mà hành vi nghĩa hiệp cứu trợ đại hãn các xứ Đột Đàm, Bồi Na như quan niệm của Triều Tiên về Hàn Quốc, Trung Quốc và Nhật Bản.

## Nhạc phim
- Ca khúc chủ đề: Thiếu niên tướng soái[2]

Lời: Kim Gwang-seong
Nhạc: Kim Yeong-hee
Thể hiện: Dàn nhạc điện tử Phổ Thiên Bảo
| 쩌쩌쩌쩌 누가 우릴 당하랴 말을 몰아가자 말을 몰아가자 날아가는 새들아 뽐내지 말아 우리들도 너처럼 날아갈 테다 쩌쩌쩌쩌 누가 우릴 당하랴 말을 몰아가자 말을 몰아가자 소년장수다 몸과 마음 다지여 장수가 되면 나라위해 우리도 큰공 세울래 쩌쩌쩌쩌 누가 우릴 당하랴 말을 몰아가자 말을 몰아가자 소년장수다 | Hây hồ hây hồ Hãy cho tiếng trống trận dồn vang Hây hồ hây hồ Cùng mang vinh quang về tổ quốc Mau xông pha quét sạch cừu thù |

## Hậu trường
Tại Liên hoan phim Quốc tế Bình Nhưỡng (2002), bộ phim này được bình chọn là một trong 50 phim kinh điển của CHDCND Triều Tiên.